# فرشته‌ماهی دم‌چنگی
فرشته‌ماهی دُم‌چنگی (نام علمی: Genicanthus caudovittatus) نام یک گونه از خانواده فرشته‌ماهیان است.